# 이정빈 (1937년)
이정빈(李廷彬, 1937년 12월 16일 ~ , 전라남도 영광군)은 대한민국의 외교관이다.

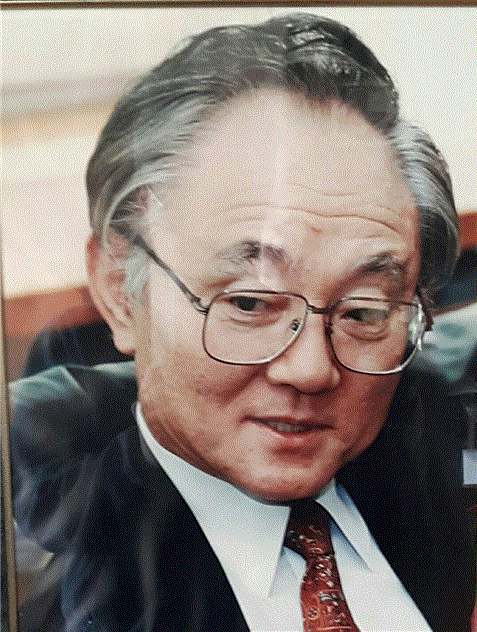

## 학력
- 서울대학교 행정학 학사

## 경력
- 1965년: 주 스위스 대사관 3등서기관
- 1970년: 외교연구원 교학과장
- 1971년: 주 UN 1등서기관
- 1979년: 외무부 중동국장
- 1980년: 주 시카고 총영사
- 1984년: 대통령비서실 정무비서관
- 1986년: 주 스웨덴 대사
- 1991년: 주 인도 대사
- 1995년: 외교안보연구원장
- 1996년: 주 러시아 대사
- 1998년: 한국국제교류재단 이사장
- 2000년: 외교통상부 장관
- 2010년: 2015년 하계 유니버시아드 조직위원회 공동위원장

| 전임 김석규 | 제16대 외무부 제1차관보 1989년 2월 2일 ~ 1991년 7월 17일 | 후임 장만순 |

| 전임 김석규 | 제4대 주 러시아 대사 1996년 3월 ~ 1998년 4월 | 후임 이인호 |

| 전임 홍순영 | 제29대 외교통상부 장관 2000년 1월 14일 ~ 2001년 3월 26일 | 후임 한승수 |